# Ben Fountain
Ben Fountain (Chapel Hill, 1958) è uno scrittore statunitense vincitore del National Book Critics Circle Award nel 2012 per il romanzo È il tuo giorno, Billy Lynn!.

## Biografia
Nato nel 1958 a Chapel Hill, nella Contea di Orange, vive e lavora a Dallas.
Dopo la laurea all'Università della Carolina del Nord a Chapel Hill intraprende la carriera di avvocato prima di dedicarsi interamente alla scrittura.
Ha debuttato nel 2006 con la raccolta Fugaci incontri con Che Guevara vincitrice del Premio PEN/Hemingway e di un Whiting Award.
Il suo primo romanzo È il tuo giorno, Billy Lynn! è uscito nel 2012 ed è entrato nella cinquina finalista del National book award. Quattro anni dopo è stato trasposto in pellicola per la regia di Ang Lee.

## Opere

### Racconti
- Fugaci incontri con Che Guevara (Brief encounters with Che Guevara, 2006), Santa Maria Capua Vetere, Spartaco, 2011 traduzione di Silvia Moschettoni ISBN 978-88-96350-09-6.

### Romanzi
- È il tuo giorno, Billy Lynn! (Billy Lynn's long halftime walk, 2012), Roma, Minimum fax, 2013 traduzione di Martina Testa ISBN 978-88-7521-489-0.

### Saggi
- America brucia ancora (Beautiful Country Burn Again, 2018), Roma, Minimum fax, 2020 traduzione di Assunta Martinese ISBN 978-88-3389-185-9.

## Filmografia
- Billy Lynn - Un giorno da eroe (2016) regia di Ang Lee (soggettista e produttore associato)

## Premi e riconoscimenti
- Dayton Literary Peace Prize del 2013, secondo classificato per la narrativa con Billy Lynn's long halftime walk